# TalkTalk集團

TalkTalk電信集團公司（TalkTalk Telecom Group plc）是英國的一家付費電視和網路公司。這家公司成立於2003年，總部位於索爾福德。2021年3月之前，該公司是倫敦證券交易所的上市公司。TalkTalk集團曾是英國版X音素和英國版老大哥的贊助公司。

## 外部連結
- 官方网站